# François Quesnay
Françoi Quesnay (n. 4 iunie 1694, Méré⁠(d), Île-de-France, Franța – d. 16 decembrie 1774, Versailles, communauté d'agglomération Versailles Grand Parc⁠(d), Regatul Franței) a fost un economist francez, reprezentant al Școlii fiziocrate.
S-a pronunțat împotriva voluntarismului în economie, a cercetat procesele economice ca procese naturale și a căutat să descopere legități obiective privind desfășurarea lor.
A susținut ca plusvaloarea (numită de el produs net) se creează numai în agricultură, fiind un dar al naturii.

## Scrieri

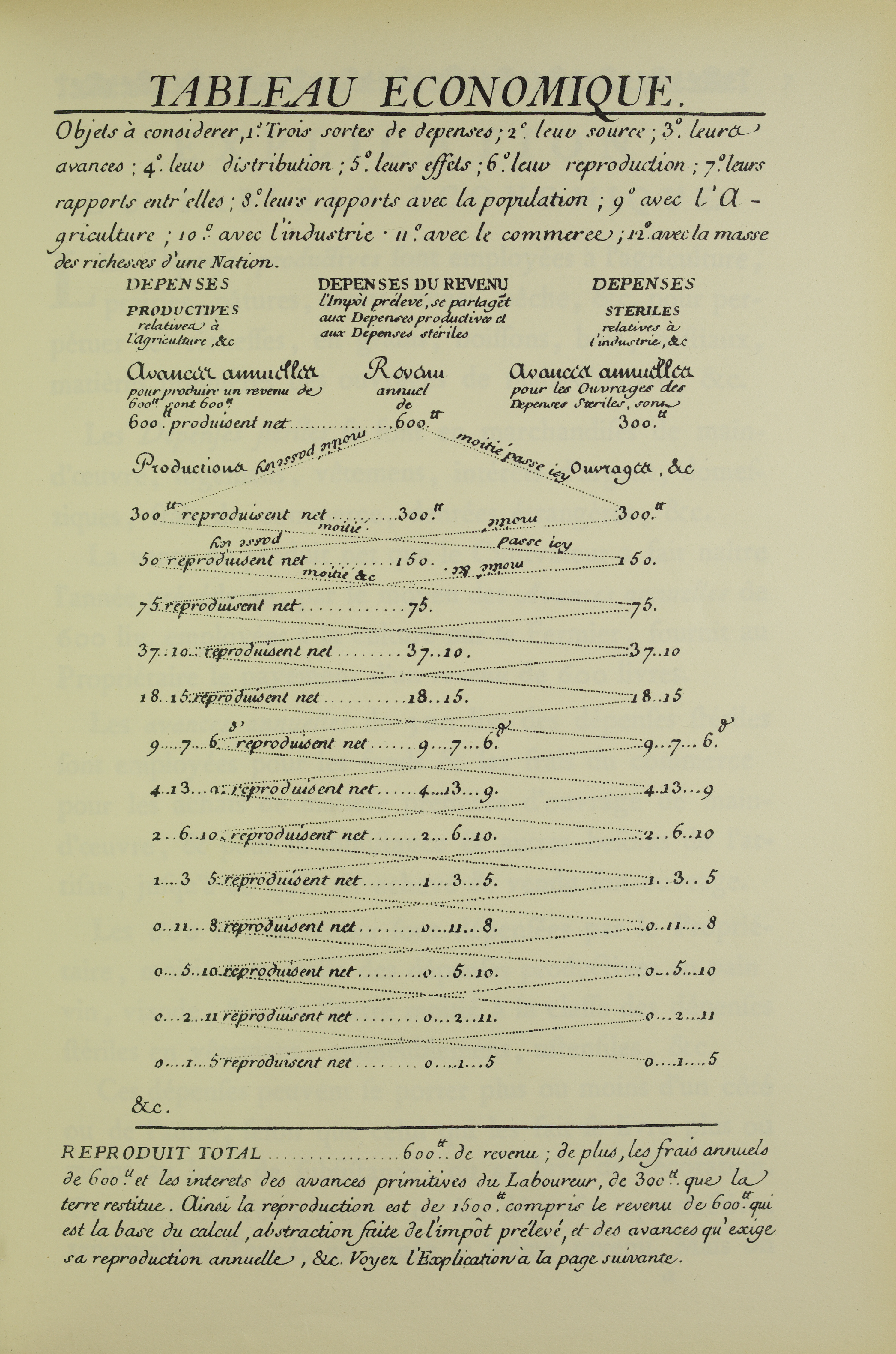
Tableau economique, 1965

Lucrările sale conțin prima încercare de analiză a procesului de reproducție la nivelul întregii societăți, sintetizată într-un model economic.
- 1758 - 1759: Tabloul economic
- 1766: Analiza tabloului economic.

Deși concepțiile sale sunt discutabile, au reprezentat un progres față de mercantilism, deoarece transpun cercetarea izvorului plusvalorii din sfera circulației în sfera producției.